# Jewhenij Zymbaljuk

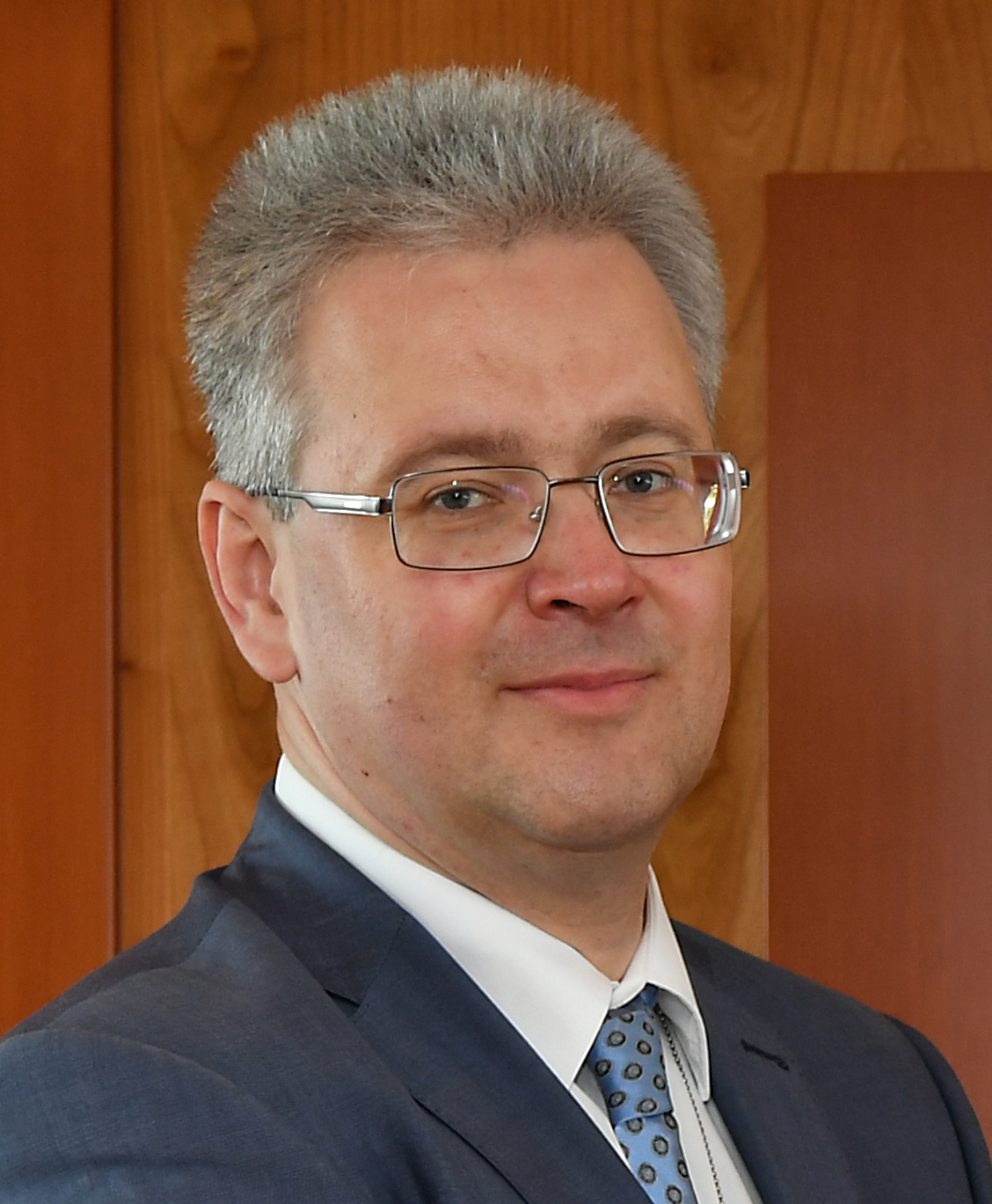
Jewhenij Zymbaljuk (2020)

Jewhenij Wiktorowytsch Zymbaljuk (ukrainisch Євгеній Вікторович Цимбалюк * 30. Mai 1972 in Magdeburg) ist ein ukrainischer Diplomat. Seit dem 1. Juli 2019 ist er Ständiger Vertreter der Ukraine bei den internationalen Organisationen in Wien.

## Leben
Zymbaljuk studierte Geschichte, Politikwissenschaft und Fremdsprachen (Deutsch und Englisch) an der Nationalen Taras-Schewtschenko-Universität Kiew (1989–1994) sowie an der Nationalen linguistischen Universität Kiew (1994–1996). 
1993 trat er in den diplomatischen Dienst der Ukraine ein. Von Oktober 2015 bis Juni 2018 war er Botschafter der Ukraine in Kenia, Ruanda, Tansania und den Komoren, mit Sitz in Nairobi. Zudem vertrat er die Ukraine beim Umweltprogramm der Vereinten Nationen (UNEP) und beim Programm der Vereinten Nationen für menschliche Siedlungen (UN-Habitat). Anschließend war er zunächst bis April 2019 Erster stellvertretender Leiter der Direktion für strategische Planung und operative Unterstützung der Präsidialverwaltung des Präsidenten der Ukraine sowie von Mai bis Juni 2019 kurzzeitig stellvertretender Generaldirektor der Abteilung für internationale Organisationen des Außenministeriums der Ukraine und Leiter der OSZE-Abteilung.
Seit dem 1. Juli 2019 ist Zymbaljuk Ständiger Vertreter der Ukraine bei den Internationalen Organisationen in Wien.
Zymbaljuk ist verheiratet und hat eine Tochter.